# Arne Oluf Andersen
Pour les articles homonymes, voir Andersen.
Arne Oluf Andersen, né le 16 novembre 1939, est un homme politique danois, ancien ministre et membre des Démocrates du centre, dont il démissionne le 31 octobre 2006.